# Серналья-делла-Баталья
Серналья-делла-Баталья (итал. Sernaglia della Battaglia) — коммуна в Италии, располагается в провинции Тревизо области Венеция.
Население составляет 5799 человек, плотность населения составляет 290 чел./км². Занимает площадь 20 км². Почтовый индекс — 31020. Телефонный код — 0438.
Покровителем коммуны почитается святой Валентин Интерамнский. Праздник ежегодно празднуется 14 февраля.